# Radio Brawo
Radio Brawo – lokalna rozgłośnia radiowa, działająca w latach 2002–2006 na obszarze Ciechocinka i okolic. Właścicielem radia była spółka medialna Ad.point.

## Historia
Radio Brawo powstało w 2002 roku na bazie Radia Las Vegas, wykupionego przez spółkę medialną Ad.point, Nadawało na częstotliwości 92,8 MHz, prezentując piosenki z poprzednich dekad. Grupą docelową stacji byli słuchacze w wieku 25–49 lat. Siedziba rozgłośni mieściła się w ciechocińskiej wieży ciśnień na ostatnim piętrze. W 2003 roku siedziba została przeniesiona do Torunia, zaś rok później ponownie do Ciechocinka. 1 czerwca 2006 roku rozgłośnia na podstawie umowy franczyzowej została włączona do sieci Radia Plus. W 2007 roku Radio Plus zostało oficjalnie przeniesione do Torunia.